# Constitución de Moca
La Constitución dominicana de 1858, más conocida como la Constitución de Moca, fue proclamada por el Congreso Soberano Constituyente el 21 de febrero de 1858 en Moca. Este documento fue resultado de un movimiento liberal moderado que buscaba reformar el orden político y económico del país, en contraposición a las tendencias autoritarias predominantes de la época. Destacó por su carácter demoliberal y su clara separación de poderes, estableciendo importantes cambios en la organización del Estado.
A pesar de su relevancia histórica tuvo un período de vigencia efímero, limitándose a siete meses, equivalentes a 218 días, desde su promulgación hasta su derogación en Santo Domingo el 27 de septiembre de 1858 mediante un decreto firmado por el general Pedro Santana. La ejecución de esta Constitución se vio restringida por el complejo panorama político de la época. En ese lapso, Samaná y Santo Domingo estaban bajo el Gobierno del presidente de la República Dominicana, Buenaventura Báez, mientras que el resto del país se encontraba bajo la administración del Gobierno del Cibao, liderado por José Desiderio Valverde.
Más adelante, el 23 de enero de 1865, en Santiago de los Caballeros, la Constitución de Moca fue brevemente restaurada tras el derrocamiento del presidente Gaspar Polanco por los generales Pedro Antonio Pimentel, Benito Monción y Federico de Jesús García. Sin embargo, esta restauración fue efímera, ya que el 6 de agosto de 1865, un golpe de Estado contra Pimentel llevó a José María Cabral a la presidencia, interrumpiendo nuevamente su vigencia.
La Constitución es considerada el texto constitucional más avanzado adoptado en el siglo XIX. Una de sus innovaciones más significativas fue declarar a Santiago como la capital de la República, desplazando a Santo Domingo. Introdujo por primera vez el voto directo para la elección de diputados, senadores y el presidente de la República. Estableció los departamentos como división administrativa y suprimió la pena de muerte por causas políticas. Además, restableció períodos presidenciales de cuatro años y sin reelección consecutiva, reinstaló el Poder Legislativo bicameral y excluyó la participación del Poder Ejecutivo en la designación de los integrantes del Poder Judicial, promoviendo así una mayor independencia entre los poderes del Estado.

## Inicio

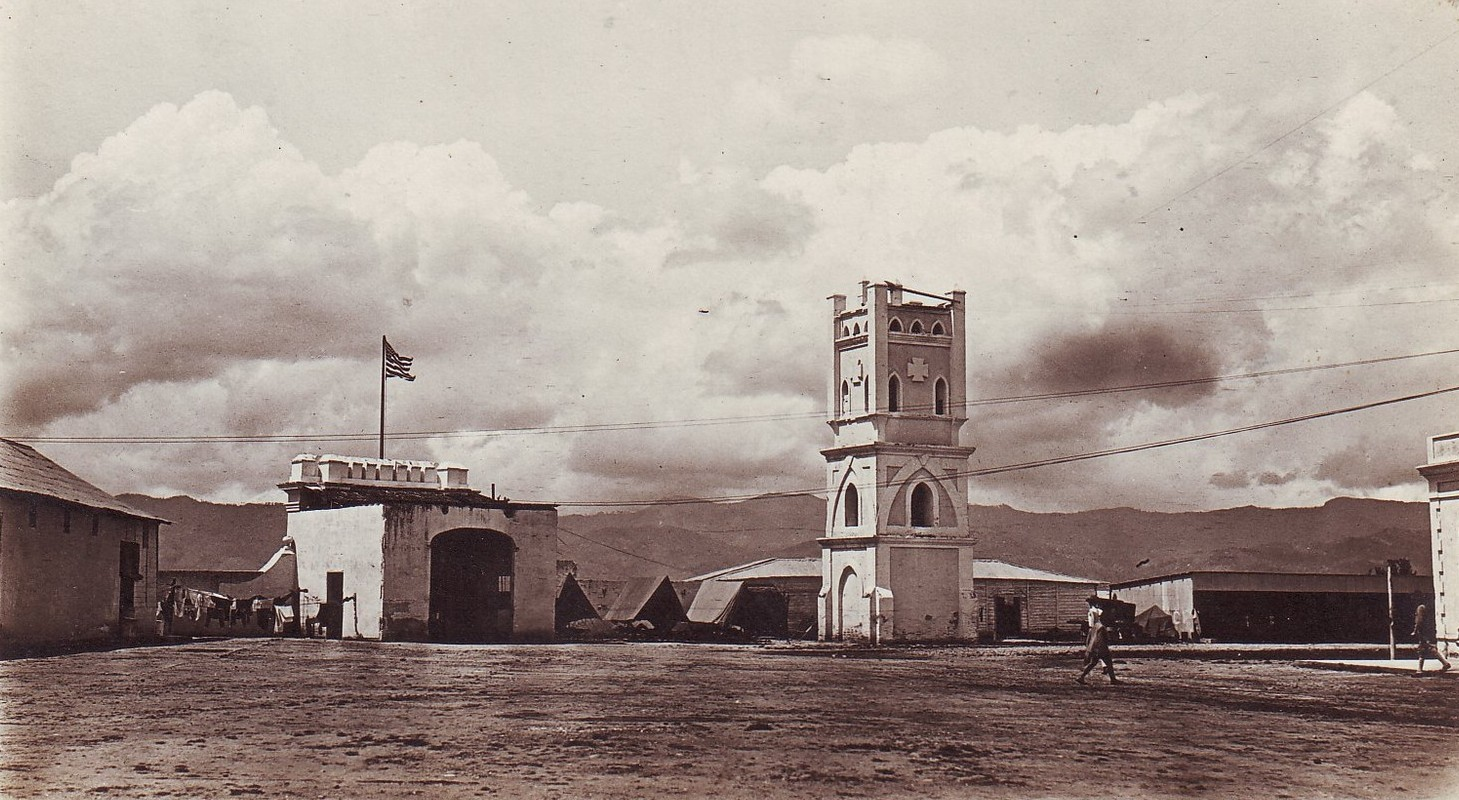
La Fortaleza San Luis de Santiago (República Dominicana) durante la ocupación estadounidense del país (1916-1924).

Todo inicio con la publicación en la ciudad de Santiago de los Caballeros del Manifiesto de los Pueblos del Cibao y de las causas que los han impulsado a reasumir sus derechos el 8 de junio de 1857, un día después de iniciada la revolución que desencadenó la primera guerra civil en la República Dominicana. Este documento reconocía la existencia de un contrato social implícito entre ciudadanos y gobierno, indicando que dicho contrato puede ser revocado si el gobierno no cumplía su propósito de promover la felicidad general y se convierte en opresivo.
Los firmantes del manifiesto sostuvieron que los pueblos del Cibao habían soportado 14 años de administraciones tiránicas y corruptas, señalando las Constituciones de 1844 y diciembre de 1854 como instrumentos de despotismo. Específicamente, citaron el artículo 210 de la primera y el inciso 22 del artículo 35 de la segunda como fuentes de dolor y sufrimiento para innumerables familias. Acusaron a las administraciones pasadas y a la vigente del presidente Buenaventura Báez de múltiples violaciones a la libertad individual, tales como arrestos y juicios arbitrarios, censura a la prensa, solicitudes de poderes extraordinarios bajo pretextos ficticios y de disolver el Congreso Nacional. En particular, denunciaron a Báez por exacerbar estas injusticias, emitir irresponsablemente papel moneda que incrementó la deuda pública, y mostrar negligencia en infraestructura, defensa, educación y desarrollo económico. El manifiesto culminaba con la declaración de desconocimiento de la autoridad del «Gobierno del señor Báez» y el establecimiento de un gobierno provisional con sede en Santiago de los Caballeros, hasta que un Congreso elegido por sufragio directo estableciese nuevos poderes.

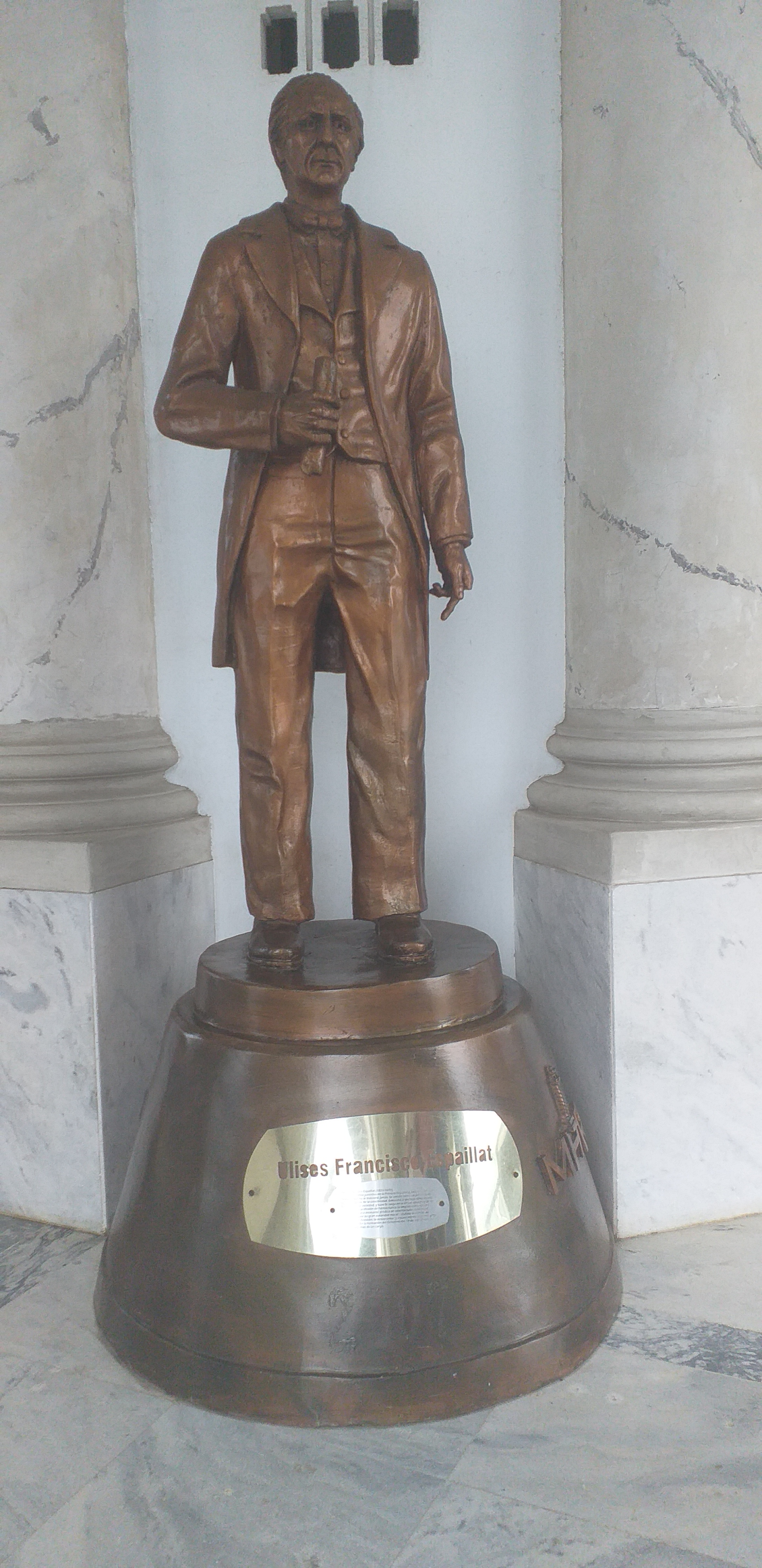
Estatua de Ulises Espaillat en el Monumento a los Héroes de la Restauración de Santiago (República Dominicana).

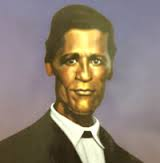
Pedro Francisco Bonó.

De inmediato se estableció un gobierno provisional presidido por el reputado general José Desiderio Valverde, con Daniel Pichardo como vicepresidente y un gabinete integrado por figuras exclusivamente regionales como Ulises Espaillat, Benigno Filomeno de Rojas Ramos, Pedro Francisco Bonó y Mejía, Sebastián Valverde y Belisario Curiel. Este Gobierno fue impulsado en gran medida por un grupo reducido pero influyente de élites de las ciudades de La Vega, Puerto Plata y Santiago. Estas élites, en su mayoría comerciantes con educación autodidacta o formación en el extranjero, mantenían conexiones con casas comerciales europeas y estaban al tanto de las ideas políticas de moda de la época. Su descontento con las políticas financieras del Gobierno de Báez fue un factor clave en la revolución de 1857.
El 25 de septiembre de 1857, el Gobierno Provisional convocó a elecciones de diputados para una asamblea constituyente, a celebrarse el 26 de octubre. Las elecciones en las provincias del Cibao se realizaron el 30 de octubre de 1857, permitiendo el voto a todos los dominicanos mayores de 21 años con derechos civiles y políticos. Este aspecto fue importante, ya que fue la primera vez que se implementó el voto directo. Sin embargo, las regiones bajo el control de Báez y las áreas dominadas por Haití no participaron, y sus diputados fueron designados directamente por el Congreso Constituyente.
El 7 de diciembre de 1857, se inauguró la Asamblea Constituyente en la ciudad de Moca, dando inicio a una serie de debates sobre las prioridades legislativas. El presbítero Dionisio Valerio de Moya, diputado por la ciudad de La Vega, sostuvo que el Congreso debía enfocarse exclusivamente en redactar una constitución, dejando de lado asuntos de guerra y diplomacia, dado que el Gobierno Provisional había agotado sus recursos en la contienda civil. Por otro lado, el representante por la ciudad de Santiago, Pedro Francisco Bonó, sostuvo que limitarse únicamente a la constitución era imprudente en medio de la guerra civil. El diputado Bonó propuso que la Asamblea debía primero resolver la guerra antes de ocuparse de la constitución, y abogó por apoyar al Gobierno Provisional para dar legitimidad a su causa.
El 18 de diciembre de 1857, la Asamblea Constituyente designó dos comisiones para elaborar anteproyectos de la nueva Constitución. El 21 de diciembre, estas comisiones presentaron sus informes, uno proponiendo un modelo federalista y el otro uno centralista. En la misma sesión, la Asamblea reconoció al Gobierno Provisional del Cibao como el legítimo y declaró a Santiago como la nueva capital del país.
El 23 de diciembre, la Asamblea Constituyente aceptó la propuesta de una constitución centralista, dedicando los días 25, 26 y 27 de diciembre a discutir detenidamente el texto. La lectura final del proyecto de Constitución se efectuó entre el 29 de enero y el 3 de febrero de 1858. El 23 de enero de 1858, Bonó sugirió que el Congreso, reconociendo su soberanía, debía comunicarse con Báez para negociar su rendición. La propuesta fue aprobada y se despachó una circular a los cónsules de la ciudad de Santo Domingo, anunciando la constitución del Congreso y el traslado de la capital a Santiago.
El 30 de enero de 1858, la Asamblea, actuando como Congreso Soberano, desconoció la deuda pública y el papel moneda emitido por el Gobierno de Báez. El 10 de febrero de 1858, se dispuso el retiro y destrucción de los billetes de la administración con sede en Santo Domingo, sustituyéndolos por nuevos.
El 19 de febrero, la Asamblea Constituyente presentó al pueblo el texto de la nueva Constitución, que fue firmada y publicada oficialmente el 21 de febrero de 1858.

## Contenido
La Constitución de Moca, promulgada el 19 de febrero de 1858, estableció un sistema de gobierno que buscaba equilibrar las ventajas del federalismo y el centralismo, procurando evitar tanto la debilidad inherente a la división federal como los abusos del absolutismo. Además, introdujo por primera vez el voto directo y limitó las facultades del Poder Ejecutivo para prevenir excesos y abusos de poder.
Entre las innovaciones notables de la Constitución de Moca se destaca su enfoque favorable hacia los extranjeros, un cambio significativo respecto a las constituciones anteriores. El artículo 9 de la Constitución otorgó a los extranjeros la misma protección y derechos que a los dominicanos, eliminando las restricciones previas para su establecimiento en el país. Otra reforma importante fue la abolición de la pena de muerte para delitos políticos, aunque la pena capital en general no fue eliminada.
La estructura gubernamental también fue modificada, reduciendo el número de ministros de cuatro a tres. La Secretaría de Interior y Policía se fusionó con la de Justicia e Instrucción Pública para formar una nueva Secretaría de Gobernación, Justicia e Instrucción Pública. Además, el territorio nacional fue dividido en tres departamentos (Seybo, Ozama y Cibao) subdivididos en cinco provincias y estas en comunes, con cada departamento contando con una Junta Departamental.
Uno de los aspectos más distintivos y únicos en la historia dominicana fue el traslado de la capital del país desde la tradicional Santo Domingo a Santiago, la ciudad más relevante de la región del Cibao, aunque sin salida al mar. Este cambio reflejó la predominancia de los constituyentes del Cibao, quienes desempeñaron un papel clave en la redacción de la nueva Constitución.
La nueva Constitución eliminó la prohibición sobre los vínculos sanguíneos para ocupar el cargo de ministro, una restricción que sí estaba presente en las Constituciones de 1844, así como en las de febrero y diciembre de 1854. En estas últimas, era necesario que el ministro no tuviera parentesco hasta el grado de primo hermano con el presidente de la República, en un esfuerzo por evitar el nepotismo.
Para evitar los problemas financieros que habían afectado a los gobiernos anteriores, especialmente al de Báez, se prohibió la emisión de papel moneda. Entre las nuevas fiestas nacionales, se añadió el 7 de julio para conmemorar la revolución cibaeña, y se suprimieron disposiciones anteriores sobre los «deberes de todo dominicano».
Aunque el sistema electoral pretendía en apariencia contar con el sufragio universal como indicaba el artículo 123, en realidad continuó siendo censitario. Esto se evidenció en el artículo 129, que mantenía las mismas condiciones económicas, profesionales, militares y políticas para ejercer el sufragio que las Constituciones anteriores, desvirtuando así la promesa de un sufragio verdaderamente universal y revelando la realidad como una farsa.
Al igual que en las demás Constituciones, se ratificó la fe católica como la religión oficial del país caribeño. Sin embargo, se suprimió una disposición previa que establecía que los sacerdotes solo dependían de los prelados canónicamente instituidos. Además, por primera vez se abandonó el objetivo de alcanzar un Concordato entre la República Dominicana y la Santa Sede, un propósito que el Estado dominicano había perseguido desde los primeros meses de su independencia.
Como disposición transitoria, se otorgó a la Asamblea Constituyente la capacidad de dictar leyes hasta la elección de los legisladores, medida que fue implementada efectivamente. La Constitución de Moca, al igual que otros documentos constitucionales, reafirmó las libertades públicas. La Carta Magna, antes de iniciar su preámbulo, comienza con la frase: «En el nombre de Dios, Autor y Supremo Legislador del Universo», eliminando por primera vez la fórmula tradicional «En el nombre de Dios, Uno y Trino (...)».

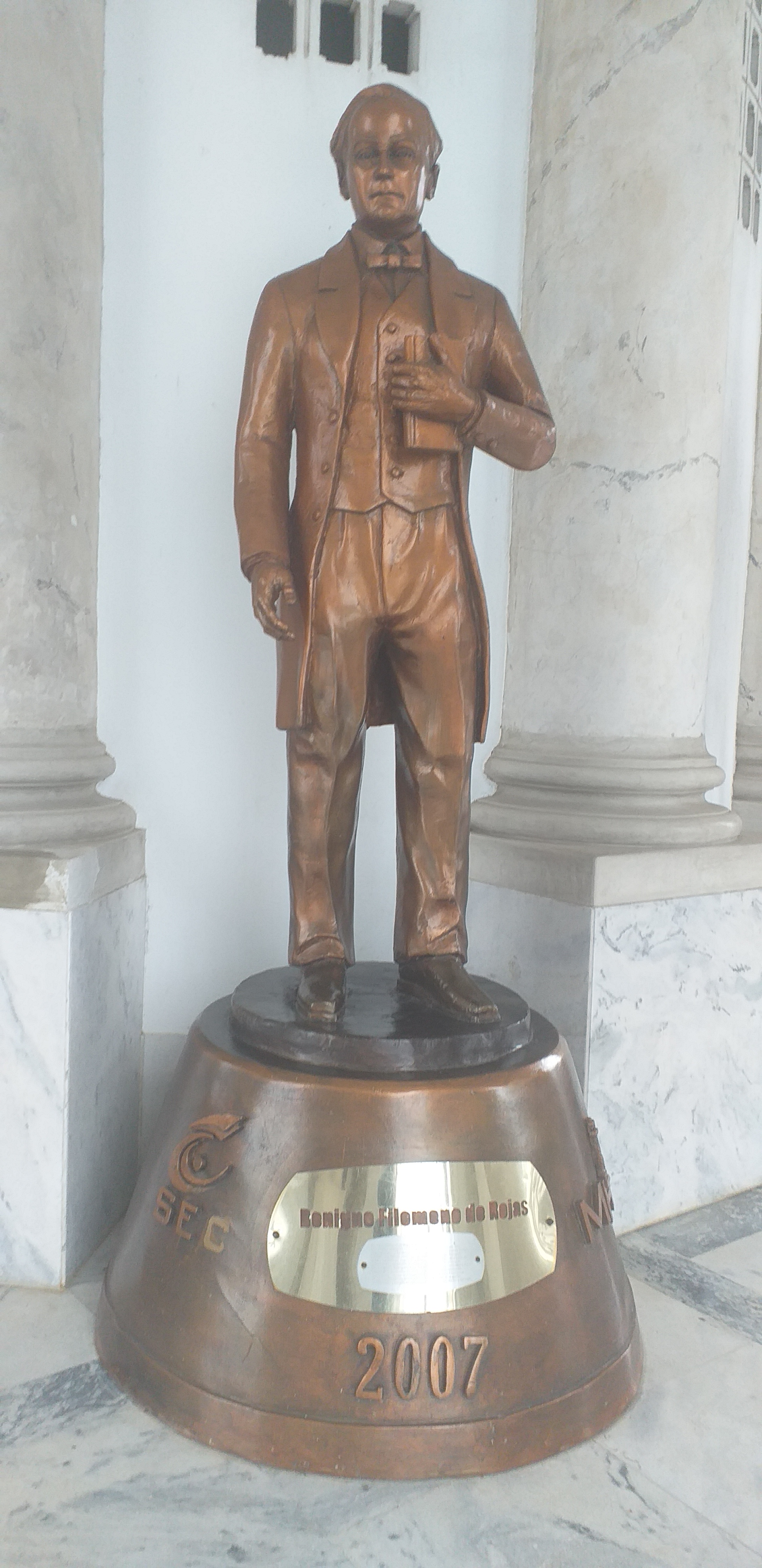
Estatua de Benigno Filomeno de Rojas en el Monumento a los Héroes de la Restauración, Santiago (República Dominicana).

El preámbulo de la Constitución, redactado por Benigno Filomeno de Rojas, quien había residido en los Estados Unidos, también mostraba una clara influencia estadounidense. Se introdujo un preámbulo similar al «We the people (...)» del Preámbulo de la Constitución de los Estados Unidos: «Nosotros, los Representantes del Pueblo Dominicano, reunidos en Congreso Soberano Constituyente, deseando corresponder a las esperanzas de nuestros comitentes, en orden a asegurar la Independencia Nacional, consolidar la unión, promover la paz y seguridad domésticas, establecer el imperio de la Justicia y dar a la persona, a la vida, al honor, a la libertad, a la propiedad y a la igualdad de los dominicanos, las más sólidas garantías, ordenamos y decretamos lo siguiente (...)».
La Constitución de Moca, a pesar de lo que se suele creer, no se aleja significativamente de sus predecesoras en términos de liberalismo. Los revolucionarios dominicanos del siglo XIX, así como la historiografía posterior, empleaban el término "liberalismo" en su oposición a la arbitrariedad y la concentración de poder. Sin embargo, esta oposición no siempre implica un liberalismo auténtico, sino más bien una forma de democracia liberal.
El liberalismo es una ideología compleja y multifacética centrada en la libertad, que ha evolucionado desde sus raíces en la antigüedad y ha sido moldeada por el protestantismo y el racionalismo. Se caracteriza por una visión de libertad negativa, buscando liberarse de todas las restricciones, incluyendo las leyes naturales y divinas. Las doctrinas liberales modernas, al tratar de ser neutrales y relativistas, a menudo caen en el nihilismo teórico. La libertad liberal promueve la independencia total del orden natural y del individuo, buscando la soberanía de la voluntad individual o estatal. Esto se traduce en libertades concretas como la libertad de pensamiento y religión. Para Rousseau, el liberalismo se centra en limitar el poder, sugiriendo que estos límites deben ser mínimos. Pensadores como John Locke y los empiristas británicos promovieron un liberalismo con intervención estatal mínima y un orden social y político neutral respecto a la religión, considerando las creencias religiosas como asuntos privados.
La Constitución dominicana de 1858 mantenía al país como un Estado confesional católico, en el cual el presidente de la República debía jurar sobre los evangelios. En el manifiesto del 16 de enero de 1844, que servía como acta de independencia y constitución provisional, se condenó la política de los haitianos de separar la Iglesia del Estado. Desde su independencia, la República Dominicana se oponía al Estado laico, al secularismo y al indiferentismo, y no fue sino hasta la Constitución de 1908 que se adoptó un enfoque netamente liberal, eliminando por primera vez la confesionalidad católica del Estado, suprimiendo el juramento presidencial sobre los evangelios y abandonando la búsqueda de un Concordato con la Santa Sede.

### Poder Legislativo
El Congreso bicameral se restableció y estaba compuesto por el Senado y la Cámara de Representantes. El Senado representaba a los departamentos, mientras que la Cámara de Representantes a la comuna, conocida en el país y en la Constitución como «común». El sistema electoral era censitario, permitiendo votar solo a quienes cumplían ciertos criterios económicos. Los diputados eran elegidos por cuatro años y los senadores por seis. Para ser diputado, se requería tener plenos derechos civiles y políticos, ser propietario y residir en la provincia correspondiente; para ser senador, además se debía tener al menos 30 años y residir en el departamento que se representaba.
Ambas cámaras podían proponer leyes, decidir sobre impuestos, la guardia nacional, y la responsabilidad de los ministros y funcionarios del Poder Ejecutivo. Gozaban de inmunidad por sus opiniones durante el ejercicio de sus funciones, siendo procesables solo por crímenes graves cometidos fuera de ellas. Las cámaras no se reunían juntas, excepto en casos previstos por la Constitución o por utilidad pública. El presidente del Senado también era el presidente del Congreso, y el presidente de la Cámara de Representantes ocupaba la vicepresidencia del Congreso de la República.
El Congreso legislaba en materia criminal y civil, aprobaba el presupuesto anual basado en las propuestas del Poder Ejecutivo, regulaba la administración de bienes nacionales, autorizaba empréstitos, abogaba por el establecimiento de un Banco Nacional, y determinaba el valor, peso, tipo, ley y nombre de la moneda. También regulaba las monedas extranjeras y el padrón de pesas y medidas.
Entre sus roles estaban la creación y supresión de empleos públicos no previstos por la Constitución, la interpretación, suspensión o revocación de leyes en caso de duda, y la declaración de guerra ofensiva basada en motivos del Poder Ejecutivo. Decidía sobre tratados de paz, alianza, amistad, neutralidad y comercio, que solo tenían efecto con su aprobación.
El Congreso de la Nación debía promover leyes para la educación, las ciencias y las artes, y conceder indultos y amnistías con limitaciones. Además, prorrogaba sesiones ordinarias a solicitud de la Cámara de Representantes o del Poder Ejecutivo, resolvía diferencias entre las Juntas Departamentales, Ayuntamientos y el Gobierno, y decidía sobre comercio extranjero, puertos, caminos, división de territorios y estadísticas generales.
Finalmente, el Congreso regulaba la inmigración de extranjeros industriosos, erigía nuevas comunes, concedía privilegios temporales, creaba o suprimía Tribunales y Juzgados, y decidía sobre el servicio y movilización de las guardias nacionales. También podía elegir candidatos para prelados para que el Poder Ejecutivo los presentara al papa, en cumplimiento del derecho de patronato asumido por el Estado dominicano, aunque en realidad estaba solo reservado al monarca de España.

### Poder Judicial
La administración de justicia recaía en la Suprema Corte de Justicia, con sede en la nueva capital, y de Tribunales y Juzgados distribuidos en Distritos Judiciales. Los Tribunales incluían Apelación, Primera Instancia, Comercio y Jueces de instrucción, y los asuntos criminales se trataban en circuitos específicos. Los jueces debían tener al menos 25 años y las cualidades para ser diputado. Los Tribunales eran los únicos autorizados para aplicar las leyes en causas civiles, correccionales y criminales, y los juicios no podían exceder de dos instancias.
La Suprema Corte, compuesta por un presidente, cuatro ministros elegidos por el Senado, y un ministro fiscal designado por el Poder Ejecutivo. Los ministros, con un mandato de cuatro años, debían cumplir con las mismas cualidades que los senadores y eran responsables ante el Senado por crímenes de Estado, infracciones constitucionales, soborno y mal desempeño.

### Poder Ejecutivo

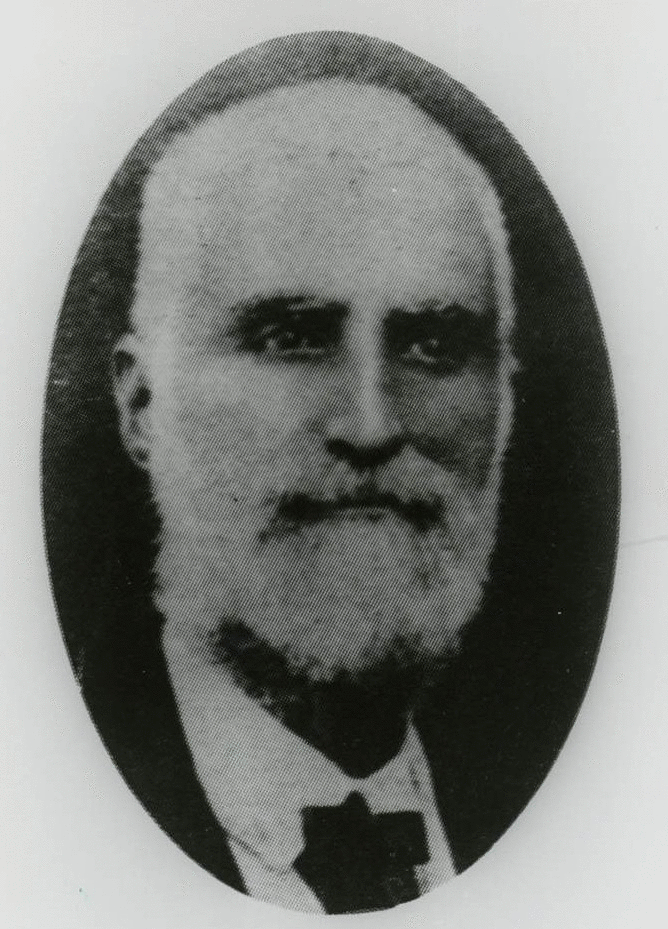
Séptimo presidente de la República Dominicana, José Desiderio Valverde.

El presidente de la República debía aprobar las leyes y decretos del Congreso Nacional, asegurar el cumplimiento de la Constitución, y supervisar el trabajo de los funcionarios públicos. Aunque podía dirigir las Fuerzas Armadas, no podía comandarlas directamente ni declarar la guerra sin un decreto del Congreso. Podía nombrar y destituir ministros y oficiales superiores del Ejército, pero necesitaba la aprobación del Senado para hacerlo. También podía nombrar otros oficiales y diplomáticos, y las negociaciones internacionales y la firma de tratados también requerían la aprobación del Congreso.
Entre otras atribuciones, el presidente podía nombrar jueces temporales y otros empleados públicos, extender sesiones del Congreso, nombrar Gobernadores Departamentales y Jefes Políticos, eligiéndolos entre los candidatos propuestos por las Juntas Departamentales. También tenía el poder de conceder retiros y licencias a los militares y decidir sobre las renuncias en todos los rangos. Si el Congreso no estaba reunido en sesión al final del período constitucional, el vicepresidente tomaba el control del país. Los ministros formaban parte del Poder Ejecutivo, y sus decisiones necesitaban la aprobación del ministro correspondiente.

## Derogación

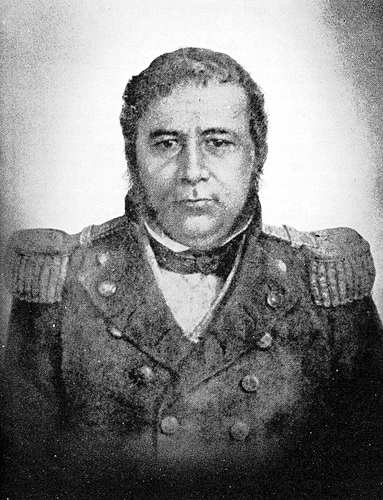
El Libertador Pedro Santana, gran opositor de la Constitución de Moca.

Tras la guerra civil provocada por la revolución en el Cibao, surgió la contrarrevolución liderada por el Libertador, el general Pedro Santana, expresidente y caudillo respetado desde la independencia. Para el Libertador, la meta principal era derrocar a Buenaventura Báez respetando la Constitución y las leyes vigentes. No aceptaba que, en medio de una guerra civil, se intentara reconstituir una nación ya establecida desde 1844, utilizando esto como pretexto para desacreditar la Constitución de Moca, la cual consideraba irreal y contraria a las costumbres, la religión y las necesidades dominicanas.
En agosto de 1857, el Gobierno de Santiago pidió a Pedro Santana que regresara de su exilio en Santo Tomás (Islas Vírgenes) y asumió rápidamente el mando de las tropas que asediaban Santo Domingo, ciudad leal a Báez. Como General en Jefe, arrestó al diputado electo por Higüey, Domingo de Soto, para evitar que asistiera a la Constituyente de Moca. Esto generó un debate sobre la inmunidad parlamentaria y se formó una comisión investigadora. Casimiro Cordero, diputado por La Vega, opinó que no debían enfrentarse a Santana, pues él podría tener razones para sus acciones. Durante este tiempo, Santana mantuvo retenido en su campamento en El Caimito al padre Fernando Arturo de Meriño, electo diputado por Neiba, con quien formó una amistad y a quien regaló un bastón con empuñadura de oro.
Las propuestas de Santana, como la instauración de una dictadura por la supuesta ineptitud del Gobierno Provisional del Cibao, fueron ignoradas. Ulises Espaillat rechazó esta propuesta en noviembre de 1857.
La Asamblea eligió presidente a José Desiderio Valverde y a Benigno Filomeno de Rojas como vicepresidente el 23 de febrero de 1858, asumiendo sus cargos el 1 de marzo de 1858. Poco después, se realizaron elecciones para diputados y senadores, resultando electos nuevos miembros de la facción cibaeña, aunque algunos santanistas como Tomás Bobadilla también fueron elegidos.
En esa época, casi el 90% de la población era rural, y solo el Cibao tenía condiciones para el pensamiento liberal. El resto del país (Sur y Este) vivía bajo un régimen de dependencia, donde los caciques locales tenían más influencia que cualquier idea de autonomía o centralización del poder. Espaillat diría que la revolución del 7 de julio de 1857 «fue una revolución de unos pocos que arrastraron a las masas», pero estas no respondieron a la revolución.

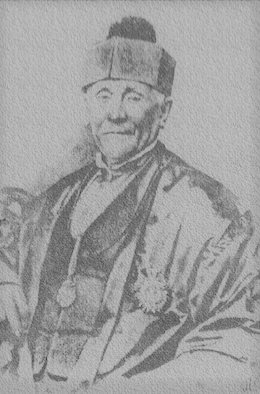
Tomás Bobadilla, diputado en el Congreso Nacional en Santiago y firmante del Manifiesto Nacional.

El 12 de junio de 1858, Báez abandonó el país, y al día siguiente, el general José María Pérez Contreras entregó Sato Domingo a Santana. Después de lograr la abdicación de Báez, Santana y un grupo de juristas expusieron las presuntas inconsistencias de la Constitución de Moca en un documento de protesta, el Manifiesto Nacional en que se solicita el restablecimiento de la Constitución de diciembre del 1854. Este documento fue firmado el 27 de julio de 1858 por figuras destacadas como Felipe Perdomo Luna, Felipe Dávila Fernández de Castro, Manuel de Jesús Galván, Jacinto de Castro y el coronel Antonio Delfín Madrigal. Algunos firmantes, como Francisco Javier Fauleau y Pedro Pablo Bonilla, habían apoyado con anterioridad la Constitución de Moca.
El manifiesto criticaba diversos aspectos de la situación. En primer lugar, consideraba un error iniciar el «primer año de la Libertad» a partir de la revolución de 1857, argumentando que tal enfoque ignoraba los 14 años previos de independencia y contravenía principios del derecho político. Además, se oponían al traslado de la capital a Santiago, defendiendo que Santo Domingo había sido durante tres siglos la capital tradicional y sede de la Catedral Primada de América, así como de los Palacios de Gobierno. Asimismo, se criticaba el sistema departamental establecido por la Constitución, señalando que requería demasiados puestos administrativos que el Estado no podía cubrir eficazmente. Finalmente, el manifiesto denunciaba que la administración de justicia carecía de garantías, lo que prolongaría innecesariamente los pleitos y los haría más largos y costosos.
Una comisión compuesta por Bobadilla, Francisco Javier Abreu, Juan Nepomuceno Tejera y los generales Pedro Valverde y Lara, Antonio Abad Alfau, Miguel Lavastida y Francisco del Rosario Sánchez, propuso al Libertador de la Patria, Santana, asumir una dictadura provisional y negociar con el presidente Desiderio Valverde y sus aliados gubernamentales. Santana, aceptó la propuesta bajo la justificación de restablecer el orden y salvar la unidad de la nación. Así, la contrarrevolución tomó fuerza, a la cual se adhirieron todos los pueblos del país con una rapidez pasmosa, dando lugar eventualmente al destierro voluntario de los principales responsables de la revolución del 7 de julio de 1857.
El 17 de agosto de 1858, el general Antonio Abad Alfau partió de Santo Domingo para iniciar una campaña, seguido al día siguiente por Santana, quien tomó el mando de las tropas. El 20 de agosto, las tropas que habían salido de La Vega hacia San José de Ocoa fueron las primeras en desertar, seguidas por el puesto militar de Cevicos el 22 de agosto. Frente a esta situación, Valverde, que se encontraba en Cotuí con sus soldados, decidió retirarse a Santiago el 26 de agosto, optando por dimitir en lugar de enfrentar una derrota. El 27 de agosto, Cotuí fue ocupado por el Ejército de Santo Domingo, y Valverde recibió noticias de levantamientos en las ciudades de Moca, La Vega y San Francisco de Macorís, lo que llevó a su renuncia y la del vicepresidente Rojas el 28 de agosto.
El Congreso Nacional en el Cibao nombró a los generales Fernando Valerio y Juan Evangelista Gil como Jefes Supremos interinos de la Provincia de Santiago de los Caballeros. Santana hizo su entrada triunfal en Santiago el 1 de septiembre de 1858, consolidando su autoridad en toda la República. Finalmente, el 27 de septiembre, el jefe del Estado, Santana, derogó por decreto la Constitución de Moca y restauró la Constitución de diciembre de 1854 en la restaurada capital, Santo Domingo.
La facción cibaeña, tras estos eventos, se volvió no solo antibaecista, sino también antisantanista, evolucionando eventualmente en el Partido Azul.

## Firmantes
Los firmantes de la Constitución de Moca eran:
- General Benigno Filomeno de Rojas: presidente, diputado por Santiago de los Caballeros.
- Toribio López Villanueva: vicepresidente, diputado por Puerto Plata.
- Pedro Francisco Bonó: diputado por Santiago de los Caballeros.
- Cristóbal José de Moya: diputado por La Vega.
- Carlos Roxas: diputado por Moca.
- Francisco de León: diputado por Jarabacoa.
- Félix Ortiz: Ddputado por San Juan.
- Casimiro Pimentel: diputado por San José de Ocoa.
- Julián Pardilla: diputado por Samaná y Sabana de la Mar.
- Ramón Guzmán: diputado por Moca.
- Antonio Castillo: diputado por San Antonio de Guerra.
- José Eufemio Hernández: diputado por El Cotuí.
- Julián Belisario Curiel: diputado por Santiago de los Caballeros.
- Julián Alfau: diputado por Higüey.
- Casimiro Cordero: diputado por La Vega.
- Juan Reynoso: diputado por La Vega.
- Joaquín de Portes: diputado por Monte Cristi.
- Wenceslao de la Concha: diputado por Puerto Plata.
- Pedro Pineda: diputado por San Cristóbal.
- Macario de Lora: Diputado por Santiago de los Caballeros.
- Presbítero Dionisio Valerio de Moya: diputado por La Vega.
- José Altagracia Billini: diputado por Baní.
- José E. Brea: diputado por Monte Plata y Boyá.
- Félix Antonio Limardo: diputado por Sabaneta.
- José Antonio Batista: diputado por Azua.
- José María Guzmán: diputado por Las Matas de Farfán.
- Vicente Celestino Duarte de Beger: diputado por Los Llanos.
- General Federico Salcedo: diputado por San Francisco de Macorís.
- José María Rodríguez: diputado por San Miguel.
- José Concepción Tabera: diputado por Bánica.
- Alfred Deetjen: diputado por Las Caobas.
- Antonio Molina: diputado por San Rafael.
- Gregorio Rivas: diputado por Hincha.
- Pedro Pablo Bonilla: diputado por Santo Domingo.
- José Rosario Bernal: diputado por El Macorís.
- Domingo Antonio Rodríguez hijo: diputado por Guayubín.
- Juan Nepomuceno Pérez: diputado por Neiba.
- Doctor Manuel María Valverde: diputado por Santo Domingo.
- Juan Santín: diputado por El Seibo.
- José María Morales: diputado por El Seibo.
- Silvano Pujols: diputado por Santo Domingo.
- M. Ortiz: diputado por Azua.
- Juan Enemencio Ureña: diputado por San José de las Matas.
- Marcelo Alburquerque: diputado por Bayaguana.
- Francisco Javier Fauleau: diputado por Santo Domingo, Secretario.
- Pedro Bernal: diputado por El Seibo, Secretario.

Algunos diputados representaban municipios ocupados por tropas leales al Gobierno del presidente Buenaventura Báez o por los haitianos, como Hincha, San Miguel de la Atalaya, San Gabriel de las Caobas y San Rafael de la Angostura.